# Hauki-Kulvakko
Hauki-Kulvakko och Ahven-Kulvakko, eller Kulvakkojärvet är sjöar i Finland. De ligger i kommunen Enare i landskapet Lappland, i den norra delen av landet, 900 km norr om huvudstaden Helsingfors. Hauki-Kulvakko ligger 342,7 meter över havet. Arean är 35,6 hektar och strandlinjen är 3,71 kilometer lång. Sjön  ingår i Pasvik älvs huvudavrinningsområde.   Omgivningarna runt Hauki-Kulvakko är i huvudsak ett öppet busklandskap.